# Сирфидни мухи
Сирфидните мухи, още цветарки (Syrphidae) са семейство насекоми от разред Двукрили (Diptera). Включва около 200 рода с приблизително 6000 вида, разпространени в целия свят, с изключение на Антарктика. Повечето наподобяват на външен вид по-опасни насекоми, като осите, макар че са безопасни за повечето животни.
Сирфидните мухи често могат да бъдат видени да кръжат около цветовете на различни растения. Възрастните на повечето видове се хранят главно с нектар и цветен прашец, докато ларвите ядат различни видове храна. При някои видове те са сапротрофи, хранещи се с разлагащи се растителни или животински продукти в почвата или в малки водоеми. При други видове ларвите са насекомоядни и ловят листни въшки, трипси и други дребни насекоми. Някои мухи от последната група се използват като биологичен агент за борба с вредители по растенията.

## Родове
- Allograpta
- Baccha
- Blera
- Brachyopa
- Brachypalpus
- Callicera
- Ceriana
- Chalcosyrphus
- Chamaesyrphus
- Cheilosia
- Chrysogaster
- Chrysosyrphus
- Chrysotoxum
- Copestylum
- Criorhina
- Cynorhinella
- Dasysyrphus
- Didea
- Dideomima
- Doros
- Epistrophe
- Episyrphus
- Eriozona
- Eristalinus
- Eristalis
- Eumerus
- Eupeodes
- Ferdinandea
- Hadromyia
- Helophilus
- Heringia
- Hiatomyia
- Ischiodon
- Lejops
- Lejota
- Lepidomyia
- Leucopodella
- Leucozona
- Mallota
- Megograpta
- Melangyna
- Melanostoma
- Meliscaeva
- Merapioidus
- Merodon
- Meromacrus
- Microdon
- Milesia
- Milesiina
- Mixogaster
- Myolepta
- Nausigaster
- Neoascia
- Ocyptamus
- Ornidia
- Orthonevra
- Palpada
- Palumbia
- Paragus
- Parasyrphus
- Parhelophilus
- Pelecocera
- Pipiza
- Platycheirus
- Pocota
- Pseudodoros
- Psilota
- Pterallastes
- Pyritis
- Rhingia
- Rhopalosyrphus
- Salpingogaster
- Scaeva
- Sericomyia
- Somula
- Sphaerophoria
- Sphecomyia
- Sphegina
- Spilomyia
- Syritta
- Syrphus
- Temnostoma
- Temnostomina
- Teuchocnemis
- Toxomerus
- Trichopsomyia
- Tropidia
- Tropidina
- Volucella
- Xanthandrus
- Xanthogramma
- Xylota